# Lonchopteridae
Lonchopteridae Curtis, 1839, è una piccola famiglia di insetti dell'ordine dei Ditteri (Brachycera: Cyclorrhapha), comprendente specie maggiormente diffuse nel continente eurasiatico. Sono noti in inglese con i nomi comuni spear-winged flies ("mosche dalle ali lanceolate") e pointed-winged flies ("mosche dalle ali appuntite") per la particolare forma dell'ala.

## Descrizione
Gli adulti sono insetti di piccole dimensioni, con corpo lungo 2-5 mm, con livrea di colore bruno-giallastro, recante macchie più scure. Le caratteristiche morfologiche più significative consistono nel tegumento, grabro ma provvisto di setole lunghe e robuste sul capo, sul torace e sulle zampe, e, soprattutto, nella forma delle ali, ellittiche e lanceolate, con apice alquanto acuto.
Il capo è largo, dicoptico in entrambi i sessi, con occhi di moderato sviluppo e tre ocelli. Le antenne sono brevi, hanno il terzo antennomero di forma globosa, leggermente più grande dei due antennomeri basali, e uno stilo filiforme (arista) inserito in posizione apicale; l'arista è composta da tre segmenti, di cui i due prossimali sono molto brevi. La chetotassi del capo è caratterizzata dalla presenza di due setole interfrontali, sopra l'inserzione delle antenne, due paia di setole verticali e altre sulla regione clipeale e subgenuale. L'apparato boccale è di tipo succhiante-lambente, con labbro superiore breve e diritto e labbro inferiore carnoso. Le mascelle hanno le lacinie stilettiformi, più brevi del labbro superiore, e palpi uniarticolati, di forma clavata e ricurva, rivolti anteriormente a ridosso del clipeo.
Il torace ha un profilo subrettangolare alla vista dall'alto e marcatamente convesso sul dorso, alla vista laterale, nella regione anteriore. La chetotassi è composta da setole acrosticali allineate su due serie simmetriche, ben distinte dalle dorsocentrali. Altre setole sono disposte ai lati del mesonoto e sul margine posteriore dello scutello. Le zampe sono di tipo cursorio, moderatamente lunghe e robuste, disseminate di setole rade sui femori e sulle tibie. Femori posteriori ingrossati e tarsi sottili nelle femmine, leggermente ingrossati nei maschi, composti da cinque segmenti progressivamente più brevi dal basale al terminale. Le ali sono ben sviluppate in lunghezza ed hanno una caratteristica forma a punta di lancia, dovuta all'apice acuto, al profilo approssimativamente simmetrico del margine costale e di quello posteriore e al profilo ristretto alla base. Il lobo anale ha un profilo ottuso e poco pronunciato, l'alula è assente. In posizione di riposo sono ripiegate orizzontalmente sull'addome e reciprocamente sovrapposte.
La nervatura alare è caratterizzata dalla marcata evidenza delle vene longitudinali a scapito di quelle trasversali, queste ultime concentrate alla base dell'ala. Altra caratteristica è il dimorfismo sessuale che interessa la conformazione del sistema cubito-anale. La costa si estende per l'intero margine e la subcosta è breve e poco evidente, confusa con il ramo anteriore della radio e terminante sulla costa.

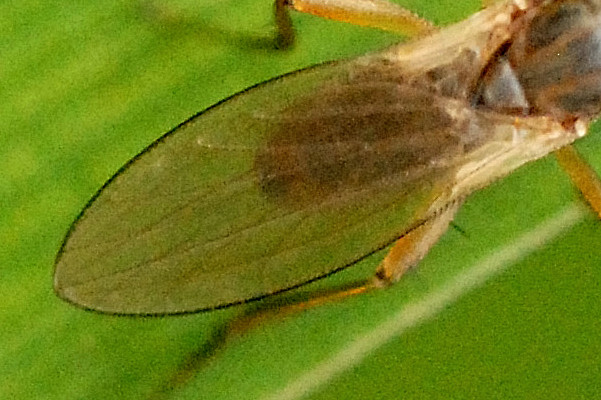
Dettaglio delle ali.

La radio si divide in tre rami, di cui, quello anteriore (R1) è breve e confluisce sul margine costale entro la metà prossimale. La base del settore radiale è breve e si divide in due lunghe vene, R2+3 e R4+5 che hanno un percorso parallelo e tendono a convergere in corrispondenza dell'apice dell'ala. La media si suddivide in tre rami (M1, M2 e M4), confluenti sul margine posteriore, con biforcazione M1+2 posizionata nella zona mediana dell'ala. Manca la vena trasversa mediale, perciò non è presente la cellula discale.
La cubito è breve e confluisce sull'anale in corrispondenza della base dell'ala, formando un ramo comune A1+CuA piuttosto lungo. La conformazione di questo tratto terminale differenzia morfologicamente i due sessi: nel maschio, il tratto A1+CuA è libero e termina raggiungendo il margine posteriore o interrompendosi prima; nella femmina assume un percorso parallelo al margine posteriore e confluisce sull'ultimo ramo della media (M4). La vena trasversa radio-mediale è posizionata entro il terzo basale dell'ala e assume un percorso marcatamente obliquo, dirigendosi verso la base dell'ala per confluire sul tratto basale della media. La medio-cubitale ha un percorso parallelo a quello della radio-mediale e origina dalla base della media. In virtù della posizione e della conformazione delle vene trasversali, le cellule basali e la cup hanno un ridotto sviluppo, contenuto nella base dell'ala, e una forma acuta all'estremità distale: la prima basale è più lunga delle altre due.
| Maschio | Schema della nervatura alare Nervature longitudinali: C: costa; Sc: subcosta; R: radio; M: media; Cu: cubito; A: anale. Nervature trasversali: h: omerale; r-m: radio-mediale; m-cu: medio-cubitale. Cellule: br: 1ª basale; bm: 2ª basale; cup: cellula cup. | Femmina |

L'addome è relativamente breve, composto da sei uriti apparenti. Gli ultimi uriti della femmina sono telescopici e organizzati a formare l'ovopositore di sostituzione. L'ipopigio dei maschi subisce la rotazione assiale di 180° e la retroflessione portandosi sotto gli uriti pregenitali.
La larva è apoda e acefala, appiattita in senso dorso-ventrale e, vista dall'alto, di profilo fusiforme e più sottile nell'estremità cefalo-toracica. I due segmenti meso- e metatoracico e i sei segmenti addominali presentano i tergiti fortemente sclerificati. Presenta tre paia di processi simili a setole, di cui due toracici e uno posizionato sull'ultimo segmento addominale.

## Biologia
I Lonchopteridae sono associati ad ambienti umidi e si rivengono comunemente in luoghi ombrosi, presso corsi d'acqua e stagni in ambienti forestali o anche sui prati. Le larve sono associate a substrati organici umidi in decomposizione ed hanno un regime dietetico saprofago e micetofago.
Un aspetto particolare osservato in questa famiglia, nelle specie a più larga distribuzione (L. furcata e L. lutea) è la rarefazione dei maschi: in L. lutea il fenomeno della rarefazione dei maschi si verifica in specifici contesti geografici e sarebbe dovuto ad un prolungamento del ciclo vitale delle femmine, che ad elevate altitudini diventerebbe biennale, mentre in L. furcata la rarefazione è dovuta ad un'elevata frequenza della riproduzione per partenogenesi telitoca.

## Sistematica
Insetti tipicamente primitivi, nell'ambito dei Cyclorrhapha, i Lonchopteridae sono stati tradizionalmente inclusi nel gruppo degli Aschiza. Sulla base delle correlazioni filogenetiche, la famiglia è inclusa, secondo la divisione tassonomica adottata per i Ciclorrafi inferiori, nella superfamiglia dei Phoroidea o in quella dei Platypezoidea sensu lato.
Per lungo tempo la famiglia Lonchopteridae è stata considerata come comprendente il solo genere Lonchoptera, dopo aver risolto le sinonimie di Musidora e Dipsa. A Lonchoptera, nell'ultimo decennio del XX secolo, si sono aggiunti altri tre generi esistenti (compresa una sinonimia) e due estinti. Sono state infine risolte diverse sinonimie, nell'ambito di Lonchoptera, riducendo sensibilmente il numero di specie. Allo stato attuale la famiglia comprende quasi 60 specie, in gran parte appartenenti al genere Lonchoptera:
- Lonchoptera (sinonimi: Musidora, Dipsa)
  - L. acinaris (Seguy, 1938)
  - L. africana Adams, 1905
  - L. alexeji Kuznetzov & Kutzentzova, 1995
  - L. alfhildae Andersson, 1971
  - L. anderssoni Joseph & Parui, 1976
  - L. annikaae Andersson, 1971
  - L. apicalis (Okada, 1935)
  - L. bifurcata (Fallén, 1810)
  - L. birmanica Andersson, 1971
  - L. birmensis Andersson, 1971
  - L. borealis Curran, 1934
  - L. brunettii Joseph & Parui, 1979
  - L. casanova Andersson, 1971
  - L. caudala Yang, 1995
  - L. cingulata Gimmerthal, 1846
  - L. elinorae Andersson, 1971
  - L. excavata Yang & Chen, 1995
  - L. fallax Meijere, 1906
  - L. guptai Joseph & Parui, 1981
  - L. gutianshana Yang, 1995
  - L. hakonensis Matsumura, 1916
  - L. hasanica Kuznetov & Kuznetzova, 1995
  - L. impicta Zetterstedt, 1848
  - L. japonica Matsumura, 1915
  - L. kamtschatkana (Czerny, 1934)
  - L. lutea Meigen, 1809
  - L. maculata Smith, 1974
  - L. magnifica Kuznetov & Kuznetzova, 1995
  - L. malaisei Andersson, 1971
  - L. meijerei Collin, 1938
  - L. melanostoma Yang, 1999
  - L. nerana Vaillant, 1989
  - L. nigrociliata Duda, 1927
  - L. nitidifrons Strobl, 1898
  - L. occidentalis Curran, 1934
  - L. orientalis (Kertesz, 1914)
  - L. pictipennis Bezzi, 1899
  - L. pinglongshanensis Dong, Pang & Yang, 2008[6].
  - L. pipi Andersson, 1971
  - L. platytarsis (Okada, 1935)
  - L. rava Whittington, 1991
  - L. sapporensis Matsumura, 1915
  - L. scutellata Stein, 1890
  - L. stackelbergi (Czerny, 1934)
  - L. strobli Meijere, 1906
  - L. tarsata Kuznetov & Kuznetzova, 1995
  - L. tarsulenta Yang, 1999
  - L. transvaalensis Stuckengerg, 1963
  - L. tristis Meigen, 1824
  - L. ugandensis Whittington, 1991
  - L. unicolor Dong, Pang & Yang, 2008[6]
  - L. uniseta Curran, 1934
  - L. vaillanti Zwick, 2004
  - L. vesperis Stuckengerg, 1963
  - L. vinsoni Vaillant, 1992
- Genere Neolonchoptera
  - N. nevadica Vaillant, 1989
- Genere Spilonchoptera (sinonimi Homolonchoptera, Spilolonchoptera)
  - S. chinica Yang, 1999
  - S. curtifurcata Yang, 1999
  - S. longisetosa Yang & Chen, 1998
  - S. tatineura Yang, 1999

Sotto l'aspetto evolutivo, la famiglia è una delle più primitive fra i Brachiceri superiori e fa parte del primo flusso evolutivo dei Ciclorrafi che si è protratto nel corso del Cretaceo. Le specie fossili attribuite a questa famiglia sono state descritte da Grimaldi & Cumming (1999) e classificate in due generi estinti, Lonchopterites (Lonchopterites prisca Grimaldi & Cumming, 1999) e Lonchopteromorpha (Lonchopteromorpha asetocella Grimaldi & Cumming, 1999). Entrambi i fossili sono stati rinvenuti nell'ambra del Libano e risalgono perciò al Cretaceo inferiore.

## Distribuzione
Il genere Lonchoptera ha un'ampia distribuzione nel mondo, con un maggior grado di biodiversità nell'emisfero boreale. È rappresentato principalmente nel Paleartico e nella regione orientale, con espansioni nel Neartico e nella regione afrotropicale. La specie Lonchoptera bifurcata è praticamente cosmopolita, essendo stata introdotta anche nelle regioni neotropicale e australasiana. L'ampia diffusione di L. bifurcata è dovuta agli scambi commerciali e al trasporto di derrate alimentari fresche, che facilita l'introduzione accidentale della specie, e alla partenogenesi, che facilita l'insediamento della stessa nei nuovi ambienti. Ampia diffusione ha avuto anche Lonchoptera lutea, il cui areale comprende il Paleartico e la regione orientale.
Areali più circoscritti hanno invece gli altri due generi: Neolonchoptera, con la sua unica specie, è segnalato solo in Spagna, mentre le quattro specie di Spilonchoptera sono segnalate solo in territorio cinese. In Europa è segnalata la presenza di 13 specie. Il catalogo di Fauna Europaea attribuisce tutte le specie al genere Lonchoptera, compresa Neolonchoptera nevadica:
- L. bifurcata
- L. fallax
- L. impicta
- L. lutea
- L. meijerei

- L. nerana
- L. nigrociliata
- L. nitidifrons
- L. pictipennis

- L. scutellata
- L. strobli
- L. tristis
- N. nevadica

In Italia è segnalata la presenza di cinque specie: oltre alle comuni L. bifurcata e L. lutea, sono presenti L. pictipennis, L. strobli e L. tristis. Il genere è rappresentato soprattutto nella penisola e nel nord. In Sicilia è segnalata la sola presenza di L. lutea, mentre non si hanno segnalazioni di Lonchopteridae in Sardegna.